# Massakrer i Frankrig
 Der er for få eller ingen kildehenvisninger i denne artikel, hvilket er et problem. Du kan hjælpe ved at angive troværdige kilder til de påstande, som fremføres i artiklen.

Følgende er en liste over massakrer som er sket i Frankrig (antallet kan være omtrentlig):
| Navn                           | Dato              | Sted                              | Dødstal                                 | Noter |
| ------------------------------ | ----------------- | --------------------------------- | --------------------------------------- | --- |
| Massakren i Vassy              | 1. marts, 1562    | Wassy                             | 80                                      | |
| Bartholomæusnatten             | 1572              | Paris                             | 5,000–30,000                            | |
| Septembermordene               | September, 1792   | Paris                             | 1,500                                   | Flere massakrer med varierende dødstal |
| Le Paradis-massakren           | 27. maj, 1940     | Le Paradis, Lestrem, Nordfrankrig | 97                                      | 2 |
| Wormhoudt-massakren            | 28. maj, 1940     | Wormhoudt                         | 80                                      | 15 sårede |
| Ascq-massakren                 | 1. april, 1944    | Ascq, Frankrig                    | 86                                      | |
| Oradour-sur-Glane-massakren    | 10. juni, 1944    | Oradour-sur-Glane                 | 642                                     | Tyske soldater angreb en kirke |
| Maillé-massakren               | 25. august, 1944  | Maillé, Indre-et-Loire            | 124                                     | |
| Massakren i Paris 1961         | 17. oktober, 1961 | Paris                             | 40(statslige kilder) ~200(andre kilder) | |
| Nanterre-massakren             | 27. marts, 2002   | Nanterre                          | 9                                       | 19 sårede. Dødstallet omfatter gerningsmanden.                                                                                            |
| Massakren i Midi-Pyrénées 2012 | 19. marts, 2012   | Midi-Pyrénées-regionen            | 7                                       | 3 af ofrene var børn; den franske muslim som angreb skolen, 1 offer, var en jødisk lærer på skolen. 3 ofre var franske muslimske soldater |